# 라이브러리 2.0
라이브러리 2.0(Library 2.0)은 웹 2.0의 개념을 도서관 정보서비스에 적용한 개념으로 Michael Stephens가 2005년 'Internet Librarian' 회의 에서부터 공식적으로 사용하였다.

## Library 2.0 필수요소(Jack Maness 2006)
이용자 중심적 이어야 한다.
멀티미디어 경험을 제공해야 한다.
사회적으로 생산적이어야 한다.
상호 혁신적이어야 한다.

## Library 2.0의 7가지 정의(Walt Crawford 2006)
1. Library 2.0은 이용자에게 서비스를 제공하는 방법의 변화에 따른 도서관 서비스의 모형이다.
2. Library 2.0은 현재의 이용자를 대상으로 서비스하며, 이 개념을 통해 서 비스를 개선할 수 있을 것이고, 이는 새로운 이용자를 위한 서비스, 이용 자의 참여, 지속적인 서비스 개선을 통해 가능하다.
3. Library 2.0은 새로운 시도에 대한 노력, 지속적인 서비스 평가에 대한 의 지, 문제 해결을 위한 도서관 외부에의 관심을 바탕으로 한 도서관 서비 스의 철학
4. Library 2.0이 기술만을 의미하는 것이 아니라 도서관의 새로운 이용자를 위해 도서관 밖에서 아이디어를 찾고, 이를 이용해 개선된 또는 새로운 서비스를 제공하는 것
5. Library 2.0은 모든 이용자를 위해 협력적인 방법으로 새로운 기술들을 통합하여 유용한 시스템을 구축하는 것
6. Library 2.0은 도서관 서비스에 대한 하나의 변화하고 있는 중대한 패러 다임이며, Library 2.0을 통해서 이용자 중심적인 Ubiquitous 도서관이 가능
7. Library 2.0은 물리적 또는 전자적 도서관에서 상호작용을 보다 활성화하 고, 커뮤니티의 요구에 민감하게 부응하는 도서관을 제공

## 같이 보기
- 크라우드소싱
- 포크소노미
- UCC
- 웹 2.0